# Denis Škofič
Denis Škofič, slovenski pesnik, literarni kritik in prozaist, * 27. avgust 1985, Murska Sobota.

## Življenjepis
Osnovno šolo je obiskoval v Srednji Bistrici, Srednjo ekonomsko šolo pa v Murski Soboti. Na Filozofski fakulteti v Mariboru je študiral slovenski jezik s književnostjo, kjer je diplomiral leta 2016 s temo Žanrski vzorci v romanih Vladimirja P. Štefaneca pod mentorstvom Silvije Borovnik. V času študija je bil urednik za prozo in literarno kritiko pri študentski reviji Liter jezika. 
V zborniku Vrane, čečkarije in konfeti (Litera, 2017) je objavil kratko zgodbo Sveča, zgodbi Pakiranje za oddih in Coklaš pa sta bili objavljeni v posebni številki Dialogov (Petdeset izbranih kratkih zgodb avtorjev in avtoric rojenih po letu 1980).
Kot pesnik je bil leta 2014 gost festivala Pranger, večkrat se je uvrstil v finale pesniškega turnirja, na katerem je leta 2019 postal vitez poezije. Za svoj pesniški prvenec Sprehajalec ptic (2013, Beletrina) je bil nominiran za Jenkovo nagrado in kritiško sito. Z drugo pesniško zbirko Seganje (2017, Cankarjeva založba) se je uvrstil na širši seznam nominirancev za Jenkovo nagrado. Leta 2019 je bil gost mednarodnega festivala Stih u regiji v Zagrebu ter rezident v mednarodnem projektu Odisejevo zatočišče (The Ulysses' Shelter). V sklopu tega projekta je izšla tudi trojezična antologija s pesmimi udeležencev. Sodeloval je v prevajalskem projektu med Slovenijo, Češko republiko in Slovaško, rezultat katerega je bila antologija: Slovensko-češko-slovaška pesniška republika (Center za slovensko književnost, 2020). Na začetku leta 2021 je pri grški založbi Thraka izšel prevod zbirke Seganje, ki nosi v grškem prevodu naslov Βουτιές.  Njegove pesmi so prevedene v angleščino, madžarščino, hrvaščino, makedonščino, češčino, slovaščino in grščino.
Za zbirko Tuskulum je leta 2024 prejel Cankarjevo nagrado in Veronikino nagrado.